# Buzzsumo
A BuzzSumo eszköz segítségével információkat kaphatunk egy tartalommarketing vagy egy keresőoptimalizálás kampányhoz szükséges adatokról. BuzzSumo Limited egy magántulajdonban álló vállalkozás, amit 2012-ben alapítottak, Angliában, Brightonban.

## BuzzSumo eszköz
Az információs társadalomban a marketing szakembereknek fontos információkhoz kell jutniuk azzal kapcsolatban, hogy egy adott téma iránt mennyire érdeklődnek az emberek a közösségi médiában. A BuzzSumo egy olyan eszköz amelynek az alkalmazásával megtudhatják, hogy egy adott témában melyik az a tartalom típus, amit a legtöbb alkalommal megosztottak.

## BuzzSumo használata
Segítségével megismerhetjük azokat a tartalmakat, amelyeket a legtöbb alkalommal osztottak meg a közösségi médiákon.